# پوکایپا
پوکایپا (به اسپانیایی: Pucallpa) یک شهر در پرو است که در Coronel Portillo Province واقع شده‌است.

## خصوصیات
پوکایپا ۲۰۴٬۷۷۲ نفر جمعیت دارد و ۱۵۴ متر بالاتر از سطح دریا واقع شده‌است.

## خواهرخوانده
شهرهای شهرستان میامی-دید، فلوریدا و تاراپوتو خواهرخوانده‌های پوکایپا هستند.